# Огненноголовый ремез
Огненноголовый ремез (лат. Cephalopyrus flammiceps), — вид птиц семейства синицевых, единственный представитель одноимённого рода Cephalopyrus. Выделяют два подвида. Распространены в Азии.

## Описание
Огненноголовый ремез является самым мелким представителем семейства синицевых, достигает длины 8,5-9,5 см и массы около 7 г. Характеризуется оливково-жёлтой окраской оперения, слегка раздвоенным коротким хвостом (две трети которого скрыты длинными кроющими перьями хвоста) и маленьким, слегка изогнутым, коническим и заострённым клювом; внешне напоминает различных пеночек (Phylloscopus). У самцов номинативного подвида в брачном наряде лоб, подбородок и горло ярко-оранжевого или красного цвета различной интенсивности; остальная часть головы и верхняя часть тела желтовато-оливковые, надхвостье наиболее яркое. Верхняя часть крыльев тёмно-оливково-коричневого цвета, края перьев бледно-желтоватые (в свежем оперении заметны чёткие полосы и бледная бахрома на третьестепенных маховых перьях). Хвост черновато-коричневый, перья с желтовато-зелёной каймой и белыми кончиками. Уздечка и область вокруг глаз тёмно-жёлтые, иногда оранжевые или красноватые. Нижняя часть тела жёлтого цвета, горло с ярко-оранжевым или красным оттенком. Радужная оболочка от коричневого до тёмно-коричневого цвета; клюв черноватый; ноги тёмно-синевато-серые. Вне сезона размножения у самца отсутствуют рыжеватые пятна на макушке, горле и лице, он похож на самку, но верхняя часть тела более яркого желтовато-оливкового цвета, а нижняя часть — более жёлтая. Самка более тусклая, чем самец, макушка и затылок с серовато-оливковым оттенком, надхвостье и и кроющие перья хвоста желтовато-оливковые. Нижняя часть тела серовато-белая, брюхо и бока бледно-жёлтые. В период размножения оперение на горле, лице и груди становится более жёлтым, нижняя часть брюха и подхвостье беловатые. Молодые особи похожи на самку, но у них нет жёлтого цвета снизу, а верхняя часть тела серовато-оливковая. Окраска подвида C. f. olivaceus более тёмно-зёленая сверху и желтоватая снизу с оливковым оттенком, у самцов участки оранжевого цвета на макушке и горле меньшего размера.

## Вокализация
Огненноголовый ремез обычно поёт, сидя на вершине высокого дерева, реже в полёте. Песня представляет собой продолжительную серию коротких трелей и щебечущих звуков, по-видимому, повторяемых с разной скоростью и тональностью, нарастающих и затихающих в течение нескольких минут. Контактные крики включают мягкое и сочное «whitoo-whitoo», пронзительное и резкое «tsit», иногда повторяющиеся; зимой стаи ремезов постоянно щебечут, по голосу их можно спутать с тибетским серином (Serinus thibetanus).

## Подвиды и распространение
Выделяют два подвида:
- Cephalopyrus flammiceps flammiceps (Burton, 1836) — от севера Пакистана до запада Непала
- Cephalopyrus flammiceps olivaceus Rothschild, 1923 — от востока Гималаев до юга Китая

## Места обитания
Огненноголовый ремез в западных Гималаях гнездится в широколиственных горных лесах чуть ниже альпийской хвойной зоны, предпочитая леса из дуба (Quercus), лещины (Corylus), вяза (Ulmus) и ореха (Juglans); в Кашмире и Ладакхе — в альпийских кустарниках, а также в садах и тополиных рощах (Populus); в Китае его можно встретить на елях, пихтах и рододендронах; в Таиланде он обитает в лиственных лесах на склонах холмов. Гнездование происходит на разных высотах, в зависимости от региона. В Пакистане огненноголовый ремез гнездится на высоте от 1800 м до 2600 м над уровнем моря, на северо-западе Индии — от 1800 до 3500 м, а в Непале — от 2135 м до 3000 м. На пролёте встречается также в садах, парках и зарослях ивы (Salix) по берегам рек и озер. Западные популяции зимуют на равнинах севера Индии. Популяции восточных Гималаев проводят период с ноября по май в южном Сиккиме, на высоте от 300 м до 1400 м. На дальнем востоке ареала гнездования сезонная миграция менее выражена, а в Сычуани и Бирме птицы остаются на зиму на относительно больших высотах, около 1800 метров. Зимой их также можно встретить в вечнозеленых широколиственных лесах Таиланда.

## Биология

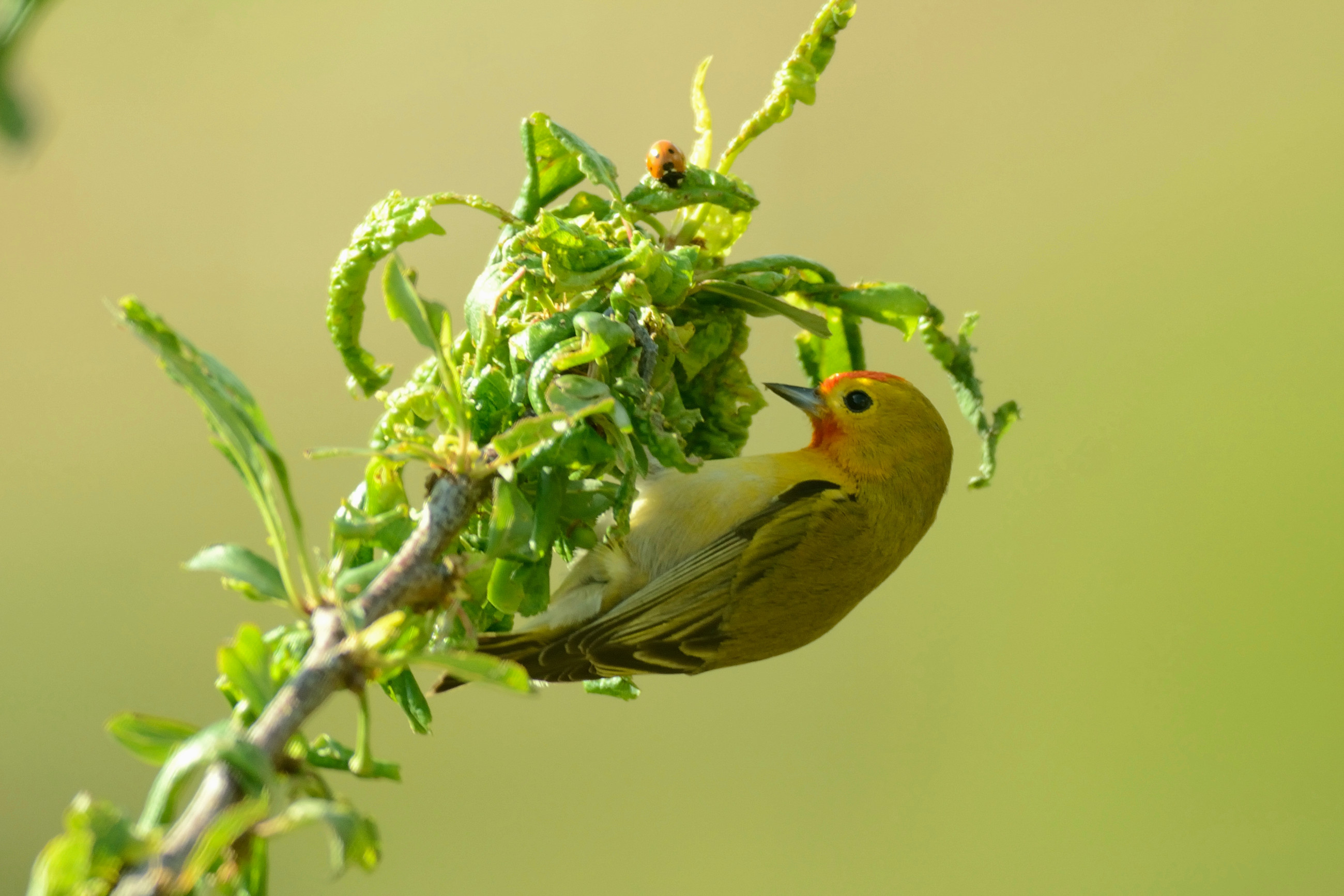

Огненноголовый ремез обычно встречается небольшими группами, но также сообщалось о значительных скоплениях, насчитывающих около 100 особей. Вне сезона размножения часто присоединяется к стаям смешанных видов. Огненноголовый ремез добывает пищу в средних и верхних ярусах высоких деревьев; на пролёте также в прибрежных кустарниках. Часто, подобно синицам, раскачивается на ветках вверх ногами, чтобы обследовать листья и нижние стороны ветвей. Клювом втягивает свернутые листья, а затем, надежно удерживая лист под ногами, приоткрывает его. Захватывает ногами более крупную добычу, извлекая мягкое содержимое. Питается мелкими беспозвоночными, главным образом насекомыми; в состав рациона входят также цветочные почки и молодые листья, а также сок, выделяющийся из листьев баньяна Ficus benghalensis.
Моногамный вид, гнездится в одиночку. Сезон размножения продолжается с апреля по июнь. Гнездо сооружается самкой, самец в это время находится в непосредственной близости и часто поёт. Гнездо представляет собой чашечку из мелких корешков и сухой травы, выстланную более мелкими травинками и перьями. Обычно располагается на высоте 6—12 м от земли (иногда до 1 м) в дупле дерева, предпочтительно в старом дупле дятла (Picidae) или бородатковых (Capitonidae). В кладке 3—5 яиц; насиживает только самка. Она плотно сидит на кладке, надувается и шипит, если потенциальный хищник пытается проникнуть в дупло. Данных о продолжительности инкубационного периода и оперения птенцов нет. Птенцов выкармливают оба родителя, хотя фекальные мешочки удаляет только самка.